# Pseudarista anticalis
Pseudarista anticalis är en fjärilsart som beskrevs av Walker 1862. Pseudarista anticalis ingår i släktet Pseudarista och familjen nattflyn. Inga underarter finns listade i Catalogue of Life.